# Rugby a 15 in Italia
Il rugby a 15 è presente in Italia fino dal secondo decennio del XX secolo; importatovi dalla Francia per subdiffusione, si strutturò alla fine degli anni venti con la nascita della Federazione e, a seguire, del campionato e della nazionale; partecipante alle competizioni internazionali dal 1936 (l'edizione inaugurale della Coppa Europa, vinta per la prima e unica volta nel 1997), il rugby italiano è presente alla Coppa del Mondo fin dalla sua prima edizione nel 1987, nel Sei Nazioni dal 2000 e, a livello di club, nelle competizioni continentali European Rugby Champions Cup ed European Rugby Challenge Cup fin dalla loro istituzione (1996).
A livello femminile, inoltre, oltre a organizzare un proprio campionato nazionale e una Coppa Italia, compete altresì internazionalmente nel Sei Nazioni e nel Campionato europeo di categoria, competizione che l'Italia si aggiudicò nel 2005 per la prima e unica volta; al 2022 la squadra nazionale femminile vanta cinque presenze alla Coppa del Mondo nel 1991, 1998, 2002, 2017 e 2021, nella più recente delle quali raggiunse i quarti di finale, traguardo mai riuscito in precedenza a qualsivoglia formazione seniores o juniores rappresentante l'Italia.
L'attività rugbistica, sia maschile che femminile, è governata dalla Federazione Italiana Rugby (il cui acronimo è FIR), nata nel 1928 e fin d'allora associata al Comitato olimpico nazionale italiano, organismo di gestione dello sport nazionale.
Dal 1987 la FIR è affiliata a World Rugby, la federazione internazionale di governo del rugby a 15 in tutto il mondo all'epoca nota come International Rugby Football Board (IRFB); già dal 1934 tuttavia la FIR era socia e membro fondatrice della FIRA, acronimo di Fédération Internationale Rugby Amateur, alternativo alla IRFB, ma della quale divenne filiale europea nel 1999 con il nome di FIRA — Associazione Europea di Rugby e, dal 2014, Rugby Europe, al quale l'Italia è tuttora affiliata.

## Storia

### La fase pionieristica

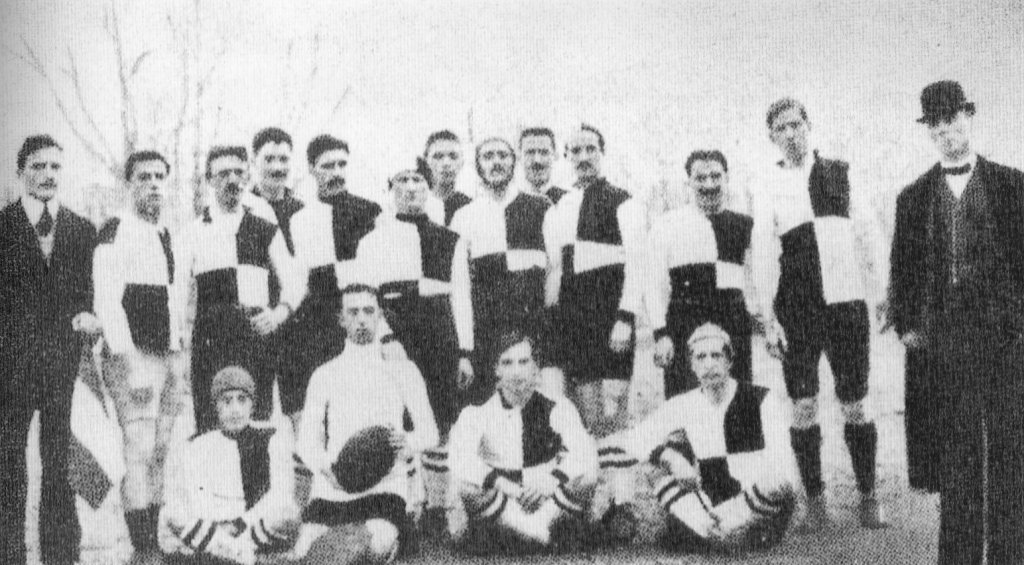
Una formazione dell’U.S. Milanese di rugby. In piedi a sinistra Stefano Bellandi

Benché il rugby, così come il calcio, fosse noto in Italia fin dal periodo a cavallo dei secoli XIX e XX per via dei marinai e dei viaggiatori britannici che facevano scalo a Genova (tanto che ivi, nel 1893, nacque la prima squadra di calcio del Paese, il Genoa), la vera diffusione su larga scala del gioco fu dovuta a Pietro Mariani, il quale, emigrato in Francia alla fine dell'Ottocento, apprese il gioco e, rientrato in Italia per il servizio militare, costituì il primo consorzio rugbistico del Paese a Milano grazie all'aiuto di un suo amico, Stefano Bellandi.
Nacque così la sezione rugbistica dell’Unione Sportiva Milanese, all’epoca società calcistica di primo piano che vent’anni più tardi si fuse con l’Inter; tuttavia fu Torino nel 1910 il teatro del primo incontro di rugby in Italia; il 2 aprile di quell'anno al Motovelodromo si incontrarono il parigino Sporting Club Universitaire de France e il ginevrino Club Servette (incontro terminato 42-3) cui fece seguito un match tra un’estemporanea Rugby Club Torino, scioltosi dopo un solo incontro, e una squadra di rugby associata alla Pro Vercelli, club calcistico che all’epoca dominava il campionato.
Il 2 aprile 1911 il rugby esordì anche nel capoluogo lombardo, all’Arena Civica, quando una formazione francese batté l’U.S. Milanese per 15-0 cionondimeno — come riporta la stampa dell'epoca — entusiasmando il pubblico, tanto da indurre la squadra meneghina a organizzare un nuovo incontro, che si tenne agli inizi del 1912 a Vercelli, contro l’U.S. Chambéry, risoltosi in un 12-3 per i francesi.

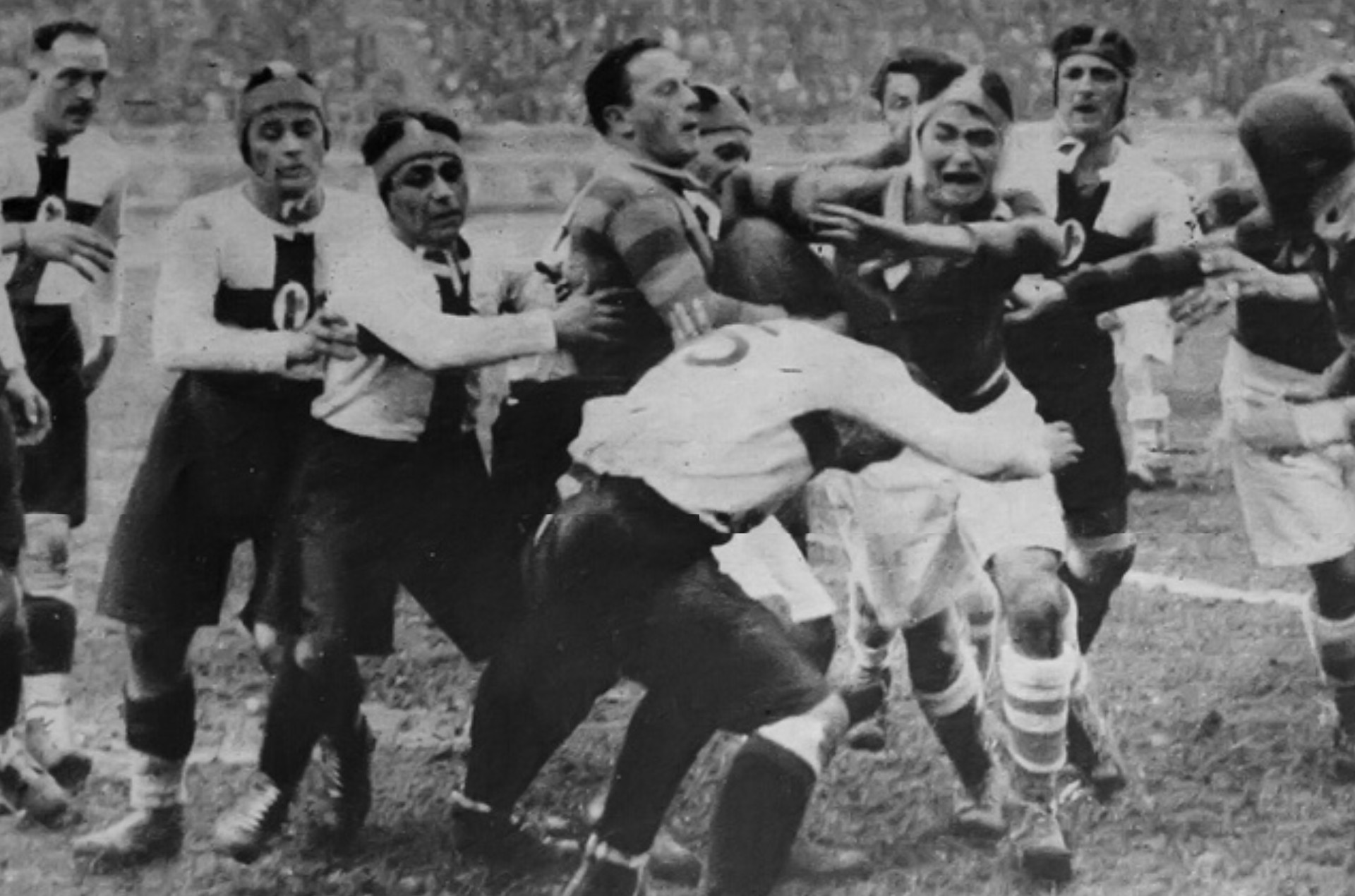
Incontro all’Arena di Milano tra l’ e il Paris Université, ottobre 1928

La Grande guerra, di fatto, fermò qualsiasi attività e si dovettero attendere quasi dieci anni per poter parlare di nuovo di rugby in Italia.

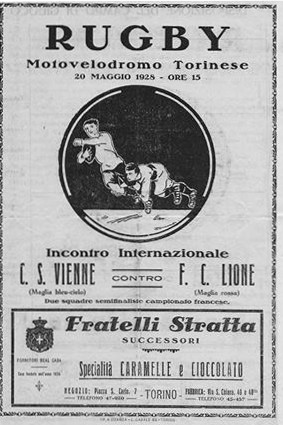
Programma di — a Torino

Ancora Bellandi, nell’Italia tra le due guerre, si adoperò per rilanciare il rugby: grazie all’amicizia con i vertici societari dello Sport Club Italia, ne ottenne strutture per allenamento e campo di gioco, riuscendo a ricostituire una squadra che guadagnò seguito mediatico e, sulla scorta di questo, anche di pubblico; il 26 luglio 1927 si fece promotore, assieme a Mariani, di un autoproclamato comitato di propaganda, prodromo della costituzione di una federazione nazionale: la disciplina si era infatti diffusa nelle maggiori città (Roma, Napoli, Torino, ma anche in provincia come Udine e altre città).
Bellandi si rivolse al giornalista francese Henri Desgrange, organizzatore di gare ciclistiche in patria, direttore di una testata parigina, il quale incaricò un suo collaboratore, l'allenatore di rugby Gaston Bénac, di occuparsi della questione: Bénac organizzò quindi due incontri in Italia tra una formazione interna e una transalpina; il primo incontro si tenne il 1º novembre 1927 al Velodromo di Bologna con la vittoria francese per 27-18, e il giorno dopo al Velodromo Sempione (poi Vigorelli) di Milano ancora la squadra francese vinse per 46-35.
A seguire, sotto Natale una squadra parigina disputò incontri a Milano, Torino e Brescia (mentre nella primavera del 1928 una selezione milanese restituì la visita e si esibì al Parco dei Principi di Parigi).
Il regime fascista intuì il valore di propaganda della disciplina e ne cavalcò il crescente interesse; il segretario del PNF Augusto Turati promosse la nascita di una formazione associata alla Milizia di Brescia, il XV Legione Leonessa d’Italia, che il 13 maggio 1928 si esibì allo Stadio Nazionale del PNF contro la neonata Lazio nel primo incontro di rugby nella Capitale.
Una settimana più tardi, a Torino, si tenne un'amichevole tra i due club francesi del Vienne e del Lione.
Il comitato promotore, riunito a Roma il 26 luglio 1928, diede quindi vita alla Federazione Italiana Rugby.

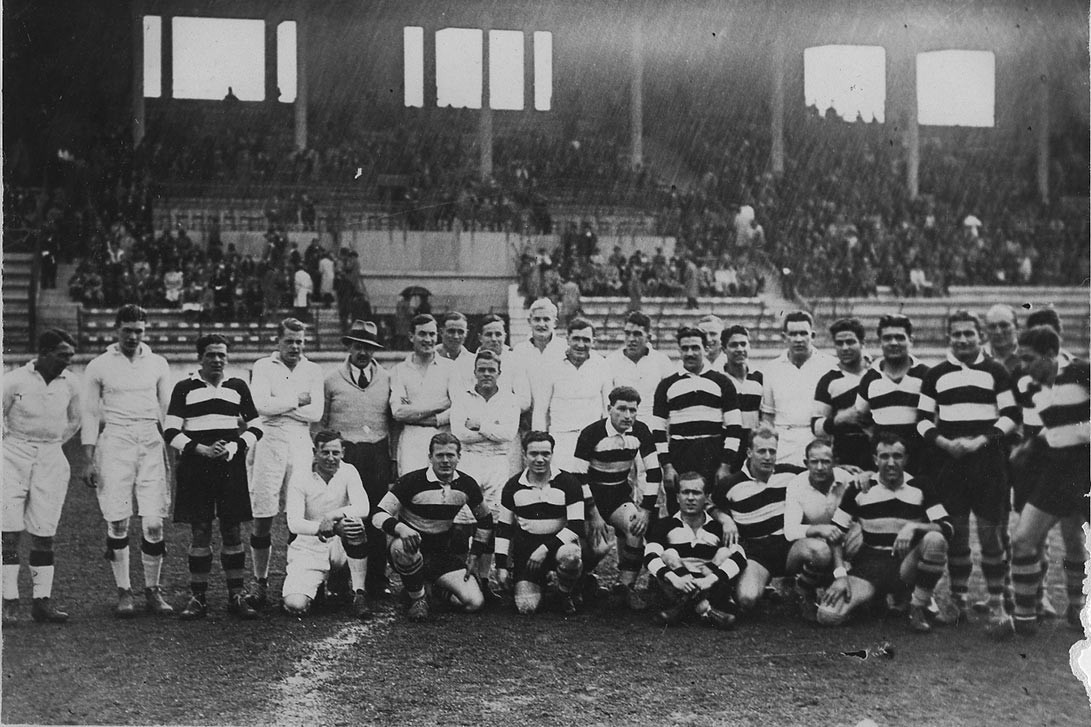
Incontro tra e marinai britannici della flotta del Mediterraneo allo Stadio Nazionale di Roma, 1932

Julien Saby, tra i primi insegnanti del rugby in Italia

Tra i primi atti della neonata Federazione vi fu l'organizzazione del campionato e l'istituzione della squadra nazionale; il primo vide la luce nel febbraio 1929 e si concluse con la sfida di finale tra l'Ambrosiana e la Lazio, vinta dalla squadra milanese; la seconda invece debuttò a Barcellona nel maggio successivo, contro la parimenti esordiente formazione spagnola, in realtà di fatto una selezione catalana ufficialmente rivestita con i colori della Spagna; sotto la direzione dell'arbitro francese Brutus gli spagnoli si imposero 9-0; un anno più tardi, all'Arena di Milano, la Spagna restituì la visita e l'Italia conseguì la sua prima vittoria di sempre, 3-0 con una meta di Vinci II.
L'attività proseguì nonostante lo scioglimento della federazione a causa di motivi verosimilmente politici, con la gestione che fu presa in carico direttamente dalla FIGC, della quale il generale della Milizia Giorgio Vaccaro era presidente così come della FIR.
Il CONI tentò di introdurre uno sport ibrido italianizzato, la volata, mix di calcio e pallacanestro, ma la cosa non ebbe mai seguito, e nel 1932 fu ripristinata la FIPO — Federazione Italiana della Palla Ovale ribattezzata, nel 1933, Federazione Italiana Rugbi, nome che tenne fino al dopoguerra.
Nel 1934 l’Italia fu, insieme alla Francia, tra le capofila della nascita di una federazione internazionale alternativa all’International Rugby Football Board, che vedeva associate solo le squadre del Regno Unito più parti consistenti dell’Impero britannico e del Commonwealth (Australia, Nuova Zelanda, Sudafrica): a Parigi nacque infatti la FIRA (Fédération Internationale de Rugby Amateur), che istituì nel 1936 il primo Campionato europeo di rugby, che per molti anni, anche nel dopoguerra, fu l'unica vetrina internazionale del rugby italiano.

### Il dopoguerra

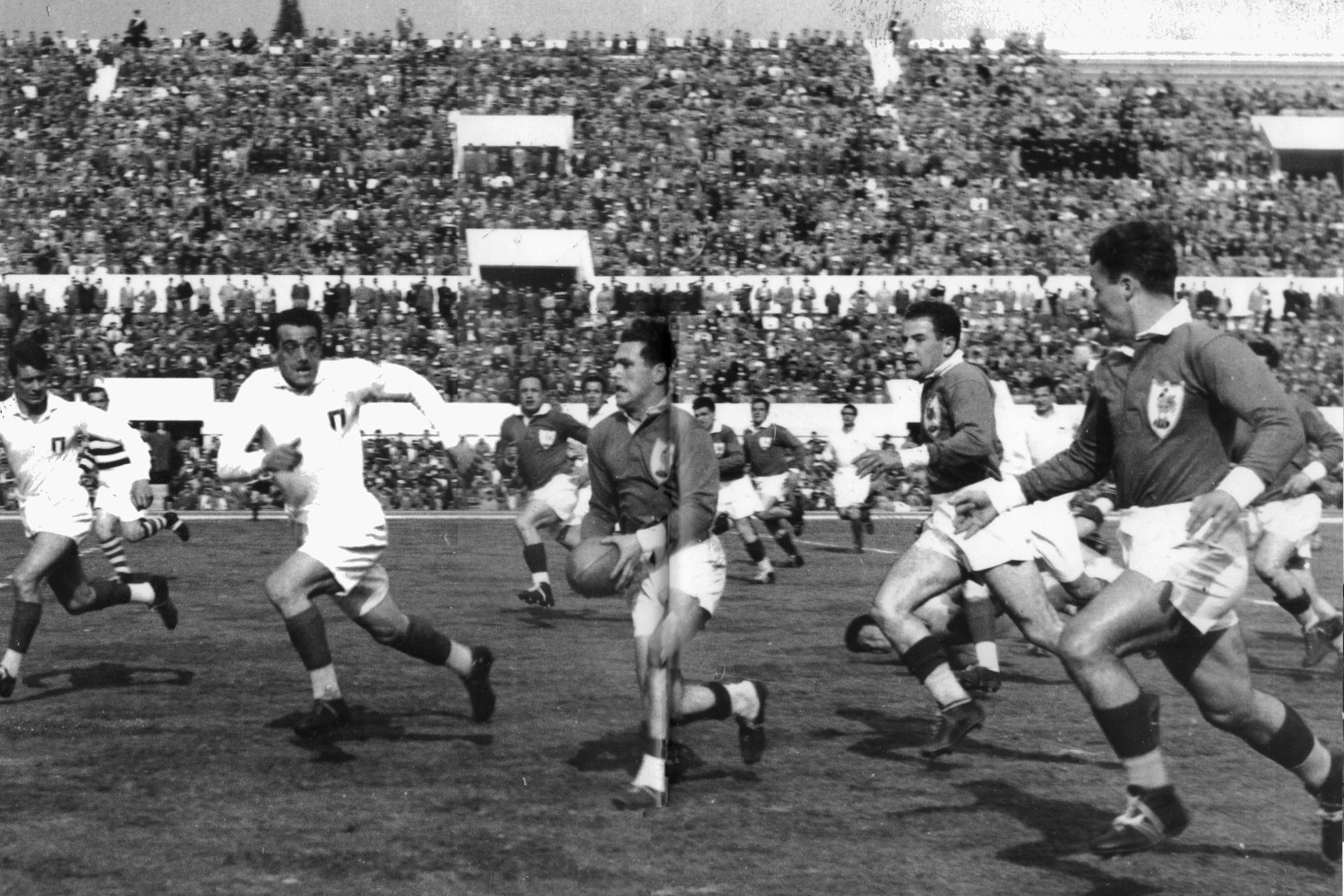
La finale della Coppa Europa 1954 allo Stadio dei Centomila di Roma tra e, vinta 39-12 dai transalpini

L'attività rugbistica interna riprese a buon ritmo dopo la guerra, quella internazionale più a rilento; spiccò in quel periodo la convocazione di Paolo Rosi, futuro cronista sportivo e, all'epoca, considerato il miglior rugbista italiano, in una formazione mista europea che affrontò nel 1953 l'Inghilterra a Twickenham.
Nel 1952 e nel 1954 l’Italia arrivò alla finale di Coppa Europa, in entrambi i casi perdendo dalla Francia (rispettivamente 8-17 a Milano e 12-39 a Roma).
Nel 1955 una selezione di giocatori internazionali sudafricani, ufficialmente in visita come universitari di Città del Capo e Stellenbosch, effettuarono un tour in Veneto, vincendo tutti gli incontri meno uno, contro il Rovigo capitanato da Mario Battaglini che si impose per 15-8.

Il XV del Presidente che affrontò gli All Blacks nel 1977

Negli anni sessanta una selezione di giocatori romani si recò in Inghilterra e Galles con buoni risultati: nel 1963 la squadra perse 14-16 contro i londinesi Harlequins, 0-12 dallo Swansea, 3-6 dallo Stafford ma pareggiò 8-8 contro il Newport; nel 1965 il Rugby Roma ripeté il tour e perse 3-14 contro il Cardiff RFC, ancora contro gli Harlequins 3-16 e contro il Llanelli 3-9.
Negli anni settanta il rugby nazionale intensificò gli appuntamenti internazionali: iniziarono i tour ufficiali, dapprima in Madagascar, poi in Africa subequatoriale (Rhodesia e Sudafrica, poi in Inghilterra); nel 1976 l'Australia, alla fine del suo tour in Francia, fu in Italia e all'Arena Civica di Milano disputò un match non ufficiale contro gli Azzurri vinto 16-15.
Nel 1977 fu la Nuova Zelanda a venire in Italia e fu organizzato un incontro a Padova tra gli All Blacks e una selezione di campionato, denominata XV del Presidente, integrata da alcuni tra i migliori stranieri che giocavano in serie A; i Tuttineri vinsero 17-9, con tre mete contro una.

Una fase di - All Blacks a Rovigo nel 1979

Ancora, nel 1979, una formazione di giocatori internazionali neozelandesi capitanati da Sid Going giunsero in Europa in forma non ufficiale; la squadra, chiamata Cantabrians, incontrò la selezione dei Dogi a Montebelluna, incontro rimasto negli annali per la qualità tecnica e vinto 23-6 dai viaggiatori; a fine anno fu di nuovo il turno della Nuova Zelanda ufficiale che, di ritorno dalle Isole Britanniche dove aveva incontrato le quattro Home Union Inghilterra, Galles, Scozia e Irlanda, si fermò a Rovigo per il primo incontro assoluto con la Nazionale italiana, ai cui giocatori tuttavia la federazione neozelandese non assegnò la presenza internazionale; allo stadio Battaglini vi fu il sold out con 14 000 spettatori assiepati ai cancelli dell'impianto, tanto che la polizia autorizzò l’ingresso anche senza biglietto, e le persone in sovrannumero si sedettero sul terreno a bordo campo dietro ai cartelloni pubblicitari; l'incontro fu vinto 18-12 dai neozelandesi e la stampa sottolineò il coraggio e la determinazione messa in campo dall'Italia; a titolo statistico, quella segnata da Rino Francescato in tale incontro fu l’unica meta subita dalla squadra oceaniana in tutta la spedizione, ivi compreso il prologo contro l’Australia.

Stefano Bettarello, primo italiano nei Barbarians (1987)

Negli anni ottanta l’Italia iniziò ad assommare test match contro le formazioni dell’International Rugby Football Board diverse dalla Francia: nel 1983 fu l’Australia, vittoriosa a Rovigo 29-7, la prima a riconoscere la presenza internazionale ai suoi giocatori.
Nel marzo 1987 Stefano Bettarello, mediano d'apertura rodigino, divenne il primo italiano a essere invitato a giocare nei Barbarians, formazione britannica il cui scopo è solo quello di propagandare il gioco del rugby nella doppia declinazione di classe individuale e di sportività dei propri associati.
Più tardi, in maggio, Italia e Nuova Zelanda disputarono il primo match ufficiale della storia, l'apertura della I Coppa del Mondo di rugby.
Iniziava l'era della competizione mondiale, alla quale l'Italia fu sempre presente.

Italia — a Rovigo, ottobre 1983

Nel 1991 giunse il primo test match contro l'Inghilterra, ancora in Coppa del Mondo; nel 1994, in occasione delle qualificazioni alla Coppa del 1995, Italia e Galles si incontrarono per la prima volta e prevalsero i britannici per 29-19.
Nel 1995, primo anno del professionismo, vi fu l'esordio ufficiale delle squadre di club in una competizione europea, la Heineken Cup, con il Milan sconfitto in casa dal Leinster per 21-24 e il Benetton vittorioso per 86-8 sui rumeni del Farul Costanza.
A metà novembre il Sudafrica neocampione del mondo in tour in Europa effettuò una tappa allo Stadio Olimpico di Roma e vinse 40-21 una partita che vedeva a metà ripresa gli Springbok sorpassati nel punteggio dagli Azzurri (17-21) prima del recupero finale.
Nel 1996 fu la Scozia a concedere il test match all'Italia, sconfitta 22-29 a Edimburgo.
Il 1997 fu l'anno decisivo in cui il rugby italiano riuscì a ottenere il riconoscimento internazionale e a porre le basi per l'ammissione al torneo continentale più prestigioso, il Cinque Nazioni all'epoca conteso dalle quattro Union britanniche più la Francia: a gennaio fu battuta a Dublino l'Irlanda per 37-29, e a marzo cadde pure, in casa propria a Grenoble, la Francia — fresca reduce dal Grande Slam nel Cinque Nazioni — nella finale di Coppa Europa, per 40-32, di fronte alla dirigenza del rugby mondiale presente in tribuna (Corrado Sannucci scrisse che una delle mete che portarono l'Italia alla vittoria, quella di Giambattista Croci, fu «[…] la meta più bella del rugby italiano […] e la più importante perché è quella che ha strappato il rugby italiano dalle parrocchie per consegnarlo alla BBC»).
Anche il rugby europeo iniziò a interessarsi ai giocatori italiani; benché una manciata di giocatori avessero militato in Francia negli anni cinquanta, vi fu un afflusso di pezzi importanti della Nazionale sia Oltralpe che in Inghilterra: Diego Domínguez si trasferì allo Stade français, Massimo Cuttitta fu agli Harlequins di Londra, Cristian Stoica e Massimo Giovanelli al Narbonne, Orazio Arancio e Stefano Bordon al Tolone; il 1997 si chiuse con un'altra vittoria (37-22) sull'Irlanda e, il 16 gennaio 1998, giunse l'ammissione al Cinque Nazioni, che dal 2000 con l'Italia si chiamò Sei Nazioni; unica nota stonata, la défaillance azzurra alla Coppa del Mondo di rugby 1999, la peggiore della sua storia, con tre sconfitte pesanti, sia inattese (25-28 contro Tonga) sia previste ma molto pesanti nel risultato (7-67 dall'Inghilterra e addirittura 3-101 dalla Nuova Zelanda, il secondo peggior risultato di sempre della storia della Nazionale): a tutto il 2015 fu l'unica edizione della rassegna mondiale in cui l'Italia non vinse neppure un incontro.

### Il rugby italiano nell'epoca del Sei Nazioni
Il 2000 segnò l'entrata dell'Italia nel torneo continentale, nel quale esordì positivamente, con una vittoria allo Stadio Flaminio di Roma per 34-20 sui campioni uscenti della Scozia, anche se per attendere la successiva vittoria bisognò attendere il 2003 (30-22 al Galles ancora a Roma), anno in cui, alla Coppa del Mondo in Australia, gli Azzurri vinsero per la prima volta due incontri in una stessa edizione di torneo.
Nel frattempo il campionato di prima divisione si era ristrutturato in una nuova formula, il Super 10, con dieci squadre, playoff tra le prime quattro e una retrocessione a stagione.
Per quanto riguarda le Coppe Europee, Heineken Cup ed European Challenge Cup, le rappresentanti italiane, e tuttora al 2015, non erano riuscite a superare le fasi a gironi; da segnalare il primo punto esterno dell'Italia al Sei Nazioni nel 2006 (18-18 in Galles), la prima vittoria esterna nel 2007 (37-17 alla Scozia) che, appaiata alla vittoria di Roma contro i gallesi, costituì anche il miglior punteggio degli Azzurri nel torneo; nel 2011 giunse anche la prima vittoria contro la Francia nel torneo, bissata da quella del 2013, anno in cui fu battuta anche l'Irlanda a 15 anni di distanza dall'ultima vittoria su tale formazione.
Nella Coppa del Mondo di rugby 2007 l'Italia mancò la qualificazione ai quarti di finale nell'ultima gara del girone, venendo sconfitta 16-18 dalla Scozia e mancando un calcio piazzato nel finale che avrebbe potuto portare la squadra in vantaggio; nella Coppa del 2011, invece, l'eliminazione giunse per mano dell'Irlanda, che nell'ultimo incontro del girone vinse 36-6 lasciando l'Italia al terzo posto, che valse comunque la qualificazione alla Coppa del Mondo di rugby 2015.
Al 2017 il campionato di prima divisione, denominato Eccellenza, è composto da 10 squadre, mentre due formazioni italiane di club competono nel Pro14, campionato interconfederale che vede schierate anche quattro squadre irlandesi, altrettante gallesi, due scozzesi e, dal 2017, due sudafricane.
La F.I.R. è una federazione affiliata a pieno titolo a World Rugby, e figura nel consiglio di tale organizzazione con tre membri con diritto di voto, che al 2022 sono Marzio Innocenti, presidente della F.I.R., Gianni Fava, consigliere F.I.R. e presidente del Rugby Viadana, e Antonella Gualandri, anch'essa consigliere della F.I.R. e cooptata a maggio 2022 nella commissione di World Rugby per lo sviluppo del rugby femminile.
Un'altra consigliera della F.I.R. ed ex giocatrice, Francesca Gallina, è dal 1º luglio 2022 responsabile del sottocomitato di Rugby Europe per l'attività femminile.

## Attività nazionale

### Attività nazionale maschile
Il TOP10 è la massima categoria del rugby a 15 italiano; esso nacque nella stagione 1928-29 come Serie A; successivamente assunse una prima volta il nome di Eccellenza tra il 1960 e il 1965 e poi quello di Serie A1 dal 1986 al 2001, quando assunse la denominazione di Super 10; dal 2010 il campionato tornò a chiamarsi Eccellenza fino al 2018, anno in cui fu ribattezzato TOP12 e, successivamente, TOP10 per rispecchiare il numero di club che lo compongono.
Il torneo ha vissuto su varie fasi: nell'anteguerra fu dominato dall'Amatori Milano, che vinse tredici delle quindici edizioni disputate dal 1929 al 1943; il ventennio successivo alla fine della guerra vide l'affermarsi in serie di importanti realtà nazionali come Roma, Parma, Rovigo, Napoli e L'Aquila; a cavallo degli anni sessanta e settanta iniziò un ventennio che vide il Veneto dominare 18 dei 21 campionati che si tennero tra il 1970 e il 1990: solo L’Aquila (due volte) e Brescia (una), in tale periodo, riuscirono a portare fuori dalla regione un titolo che fu vinto 11 volte dal Petrarca di Padova, 4 volte dal Rovigo e 3 dal Benetton.

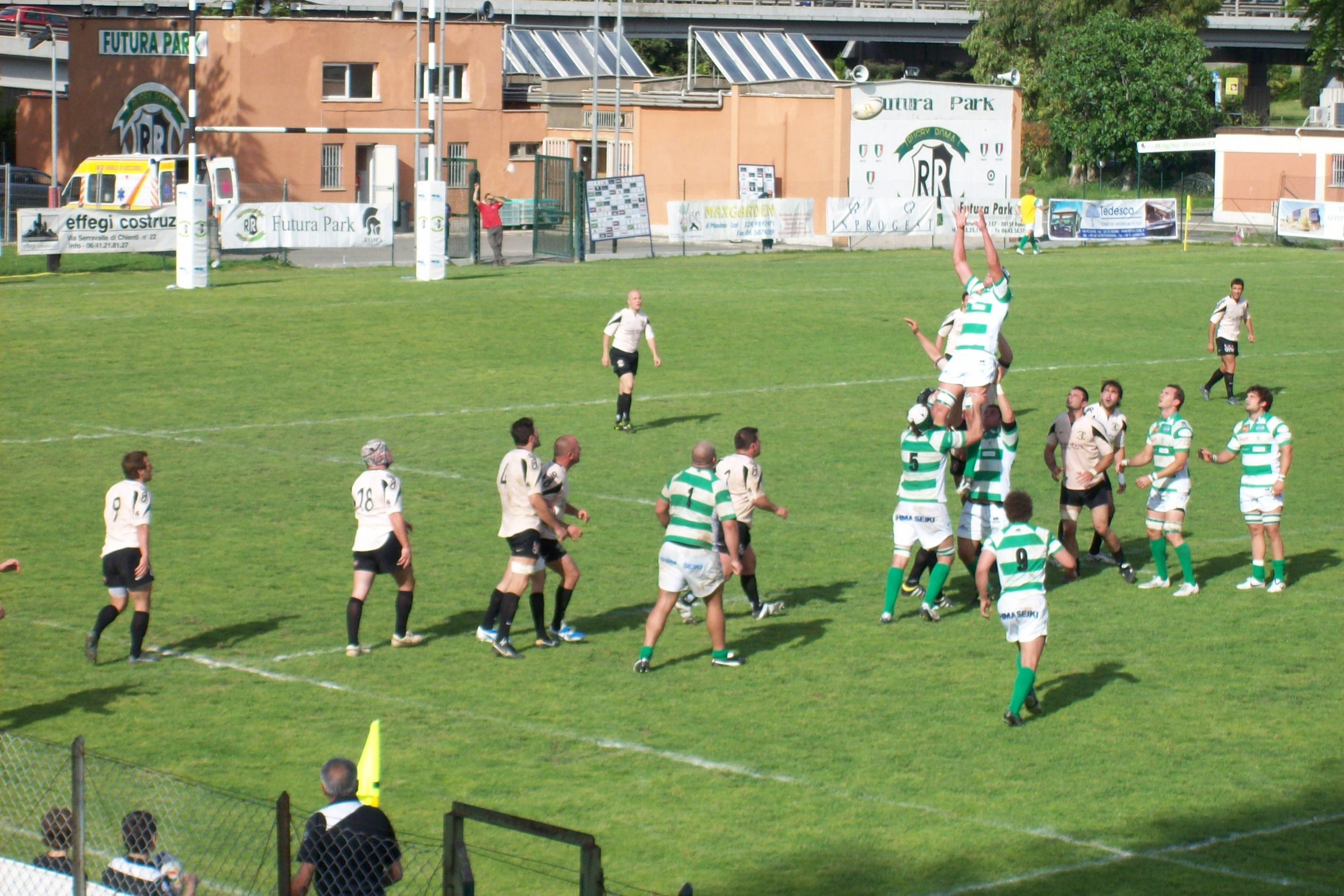
Una fase di -, ultima giornata del Super 10 2008-09

Nei primi anni novanta vi fu un breve ritorno di Milano, conseguente all'ingresso dell'Amatori nella polisportiva Milan di Silvio Berlusconi; la fine societaria della polisportiva consegnò la supremazia del rugby di club alla Benetton, che dominò tutta la fine secolo e i primi anni duemila, fino a giungere a 15 titoli nazionali, tre meno dell'Amatori che detiene il record.
Il campionato ha avuto varie forme, a seconda delle squadre in esso impegnate, anche se la più tipica è stata quella del girone all'italiana di andata e ritorno; dal 1988 è in vigore il sistema dei playoff in cui le prime quattro (in passato otto, o anche sette, ammettendo la prima della serie A/2 contro la prima della A/1) si affrontano in turni a eliminazione diretta e successivamente in finale unica a sede itinerante.

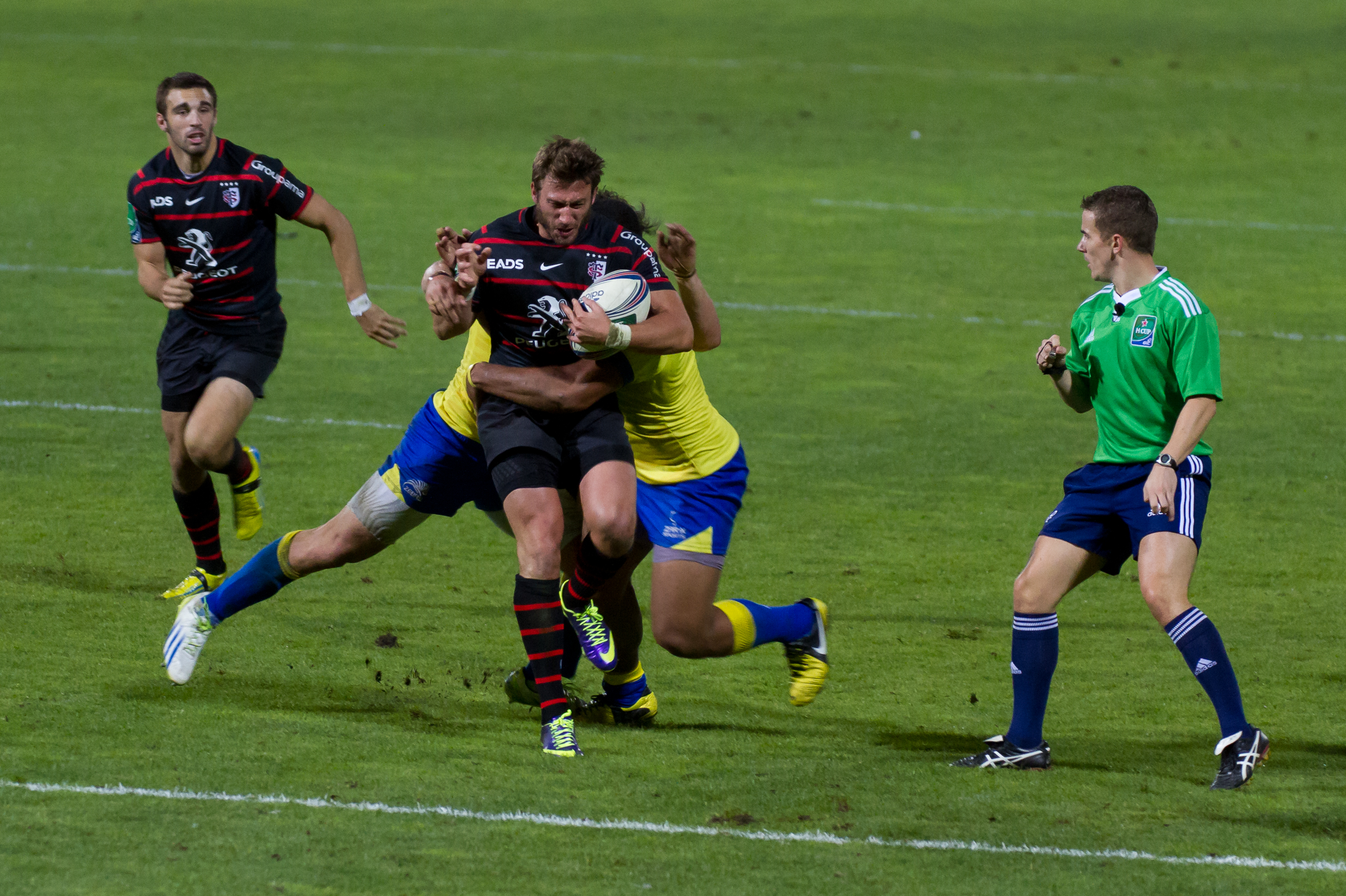
Una fase di -, Heineken Cup 2013-14

Nel 2010 Treviso migrò nella Celtic League, oggi United Rugby Championship, insieme a Viadana, che andò a formare la franchise degli Aironi, poi rimpiazzata nel 2012 dalle Zebre.
La migliore squadra italiana in Pro14 partecipa nella stagione successiva alla massima competizione europea di club, la European Rugby Champions Cup (nata nel 1996 come European Rugby Cup e sponsorizzata dalla Heineken), mentre la seconda miglior italiana partecipa alla European Rugby Challenge Cup.
Le due finaliste del campionato nazionale prendono parte al torneo di qualificazione per designare la diciannovesima e la ventesima squadra che partecipa alla Challenge Cup.
La seconda divisione, nata nel 1933 come Promozione, poi Serie B metà anni sessanta, fu ristrutturata e nel 1986 divenne Serie A/2; nei suoi primi anni la prima classificata, oltre a guadagnare la promozione in A/1 nella stagione successiva, partecipava, da qualificata con il rango più basso, ai play-off per l'assegnazione dello scudetto della stagione in corso; in seguito, per un periodo, fu anche ammessa la seconda classificata, anche se nessuna squadra proveniente dalla serie A/2 superò mai il primo turno dei play-off scudetto.
Dal 2001, con il cambio di denominazione da Serie A1 a Super 10, la nuova serie A1 scalò a seconda divisione nazionale; successivamente la serie A fu divisa in due gironi di rango diverso: alla promozione in massima categoria (che dal 2010 si chiama Eccellenza) infatti concorrevano le prime tre classificate della serie A1 (la seconda serie nazionale), e la prima classificata della serie A2 (terza serie).
La terza serie nazionale, un tempo serie C, poi serie B (con l'istituzione delle serie A/1 e A/2) e successivamente, fino al 2014, A/2 (da quando la serie A è ripartita in due gironi di merito) è l'ultima che si giocasse a carattere nazionale.
Dal 2014-15, invece, la serie A è tornata a essere una divisione unica a quattro gironi geografici, con le prime tre di ogni girone a competere per la promozione in Eccellenza e per il titolo di campione d'Italia di serie A, mentre invece le ultime 3 a competere per non retrocedere in serie B.
La serie B, tornata a essere la terza serie nazionale, è divisa in quattro gironi geografici, anch'essa con code di pool promozione e retrocessione.
La serie C, quarta serie nazionale, è ripartita in due gruppi di merito: il gruppo 1, ripartito in otto gironi, è gestito a carattere nazionale, mentre il gruppo 2 è organizzato dai campionati regionali.
Il gruppo 1 esprime le squadre che competono per la promozione in serie B o per evitare la retrocessione nel gruppo 2, mentre i gironi regionali competono per la promozione nel gruppo nazionale della serie C.
La Coppa Italia, nata nel 1966, per lungo tempo non trovò una collocazione stabile; si tenne fino al 1973, poi riprese per due stagioni tra il 1980 e il 1982, ancora nel 1994-95 e continuativamente dal 1997 a parte la stagione 2001-02 in cui non si tenne per l'ultima volta; nelle versioni più recenti riservata solo alle squadre di prima divisione, tra il 2010 e il 2018 fu rimpiazzata dal Trofeo Eccellenza e destinata alle squadre del campionato di Eccellenza che non prendono parte alle competizioni europee.
Anche con il ritorno dal 2018 al nome originario di Coppa Italia tali criteri di partecipazione sono gli stessi.
Cumulativamente, la squadra che vanta il primato di vittorie in tale competizione sono le Fiamme Oro, formazione della Polizia di Stato dapprima di stanza a Padova e, più recentemente, a Roma, che vinse quattro edizioni della Coppa Italia e una del Trofeo Eccellenza.
L'organizzazione dei campionati giovanili (categoria juniores, Under-18, Under-16 e Under-14) è in capo ai comitati regionali della Federazione Italiana Rugby; le società che schierino una formazione seniores (ovvero, una squadra composta da elementi sopra i diciotto anni che competa quindi nelle serie regolari) è tenuta a iscrivere ai campionati giovanili, direttamente o per delega (designando quindi un'altra società che svolga in sua vece la formazione) le squadre dalla Under-18 alla Under-14, in difetto della quale essa è sanzionata (articolo 4.11 del regolamento di attività sportiva) con quattro punti di penalizzazione per ogni squadra mancante, da scontare nel campionato in cui compete la squadra seniores.

### Attività nazionale femminile
Benché praticato largamente nel mondo anglosassone fin dalla fine dell’Ottocento, tanto che il primo incontro internazionale di categoria tra Scozia e Inghilterra si tenne a Glasgow nel 1881, il rugby femminile in Italia iniziò a strutturarsi quasi un secolo più tardi, alla fine degli anni settanta: fu infatti solo nel 1978 che nacque una aggregazione tra praticanti di Roma, Treviso, Benevento e Milano cui fece seguito, nel 1984, la nascita del campionato sotto l'egida dell'UISP e, nel giugno 1985, la prima partita della nazionale, a Riccione contro la Francia.
Il 19 gennaio 1991 il rugby femminile italiano passò dalla gestione dell'UISP a quello della FIR.
Ancora, dopo l'ufficializzazione, le trevigiane si assicurarono dodici edizioni consecutive del torneo, per un totale di sedici edizioni ufficiali al 2014 e ventitré complessive; le sette edizioni pre-affiliazione non sono state al 2022 ufficializzate dalla FIR, che conta il numero di campionati a partire dalla stagione 1991-92.
Alle spalle delle Red Panthers figura un'altra squadra veneta, il Riviera del Brenta di Mira; al 2022 gli unici scudetto vinti fuori dalla regione sono quelli del 2013-14, appannaggio delle lombarde del Monza, e del 2017-18, conquistato dalle emiliane del Colorno.
Dal 2022 il campionato di prima divisione si chiama Eccellenza, che si tiene tra 8 squadre a girone unico e, a seguire, a play-off; la serie A da tale data identifica il campionato di seconda divisione, con una promozione in Eccellenza a stagione.
Per entrambe le serie la finale per il titolo si disputa in gara unica.

## Attività internazionale

### Attività internazionale maschile
Dal 2000 la Nazionale italiana compete annualmente nel Sei Nazioni, torneo di vertice europeo nel quale militano anche le home union delle Isole britanniche (Inghilterra, Scozia, Galles e Irlanda) e la Francia; in tale competizione, a tutto il 2015, su 80 incontri disputati l’Italia ne ha vinti 12 e pareggiato uno; le vittorie sono contro Scozia (7, due delle quali fuori casa), Francia e Galles (2 ciascuna), Irlanda (1), e il pareggio fu contro il Galles (fuori casa nel 2006, in assoluto il primo punto esterno conquistato dall’Italia nel torneo).
La miglior posizione dell’Italia nel torneo è, al 2015, il quarto posto ottenuto due volte, nel 2007 e nel 2013.

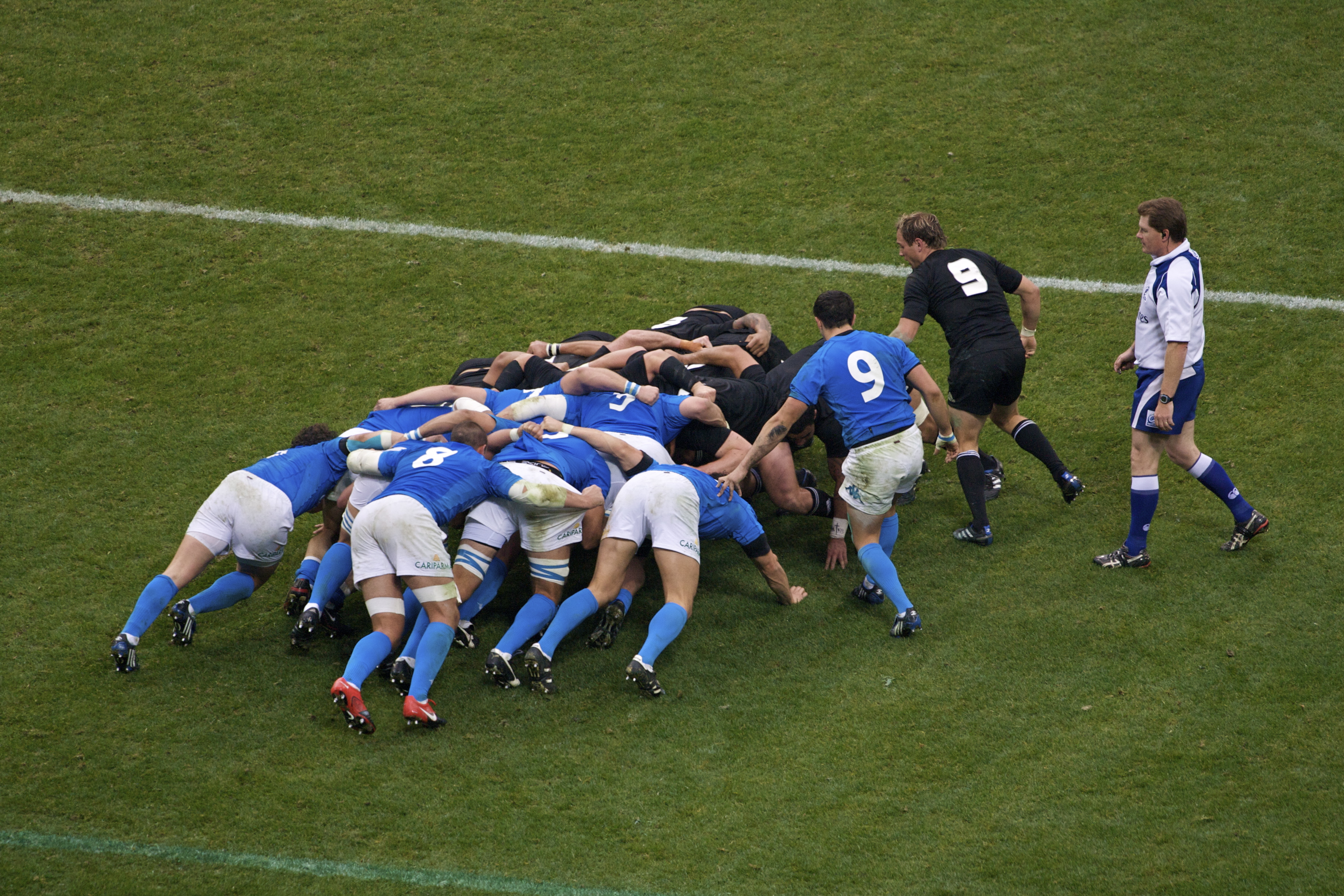
Una fase di - 6-20 a Milano nel novembre 2009

L’Italia ha anche preso parte a tutte le edizioni della Coppa del Mondo finora disputate; alla prima di esse fu invitata dall’International Rugby Football Board, mentre per le edizioni dal 1991 al 2007 giunse al torneo tramite le qualificazioni; alle edizioni 2011 e 2015 si è invece automaticamente qualificata giungendo almeno terza nella fase a gironi delle due Coppe precedenti (rispettivamente 2007 e 2011).
I migliori risultati nella competizione sono relativi alle edizioni 2003, 2007 e 2011 con due vittorie nella fase a gironi; il peggiore fu nel 1999 con tre sconfitte su tre incontri.
Nel 1987 l’Italia giunse seconda nel girone a pari merito dell’Argentina che tuttavia passò il turno per il maggior numero di mete segnate; a tutto il 2011 l’Italia non ha mai superato la fase a gironi del torneo.
Complessivamente, al 2019 l’Italia ha sconfitto almeno due volte tutte le squadre che prendono parte al Sei Nazioni (Scozia 8, Irlanda e Francia 3, Galles 2) tranne l’Inghilterra, mai battuta dal 1991; per quanto riguarda le tre principali squadre dell’Emisfero Sud (Australia, Nuova Zelanda e Sudafrica), invece, l’Italia ha battuto solo il Sudafrica.
I migliori risultati ottenuti contro ciascuna di esse sono, per quanto riguarda l’Australia, una sconfitta a Brisbane nel 1994 per 20-23 e, con lo stesso scarto, a Firenze nel 2012 per 19-22; contro la Nuova Zelanda una sconfitta per 21-31 durante la Coppa del Mondo di rugby 1991 in Inghilterra; infine, contro il Sudafrica, una vittoria, l'unica, ottenuta il 19 novembre 2016 a Firenze con il punteggio di 20-18.
La Nazionale A, anche chiamata Italia Emergenti, è la selezione nazionale cadetta e compete nella Nations Cup e, più recentemente, nella Tbilisi Cup, tornei organizzati da World Rugby per Nazionali di seconda fascia e a cui quelle di primo livello competono con le proprie selezioni minori.
La Nazionale Under-20 esiste dal 2008 ed è nata per partecipare al Sei Nazioni di categoria; in sette edizioni di torneo, fino a tutto il 2014, l'Italia ha vinto 4 incontri (tutti contro la Scozia) e pareggiato uno (contro l'Irlanda).

### Attività internazionale femminile

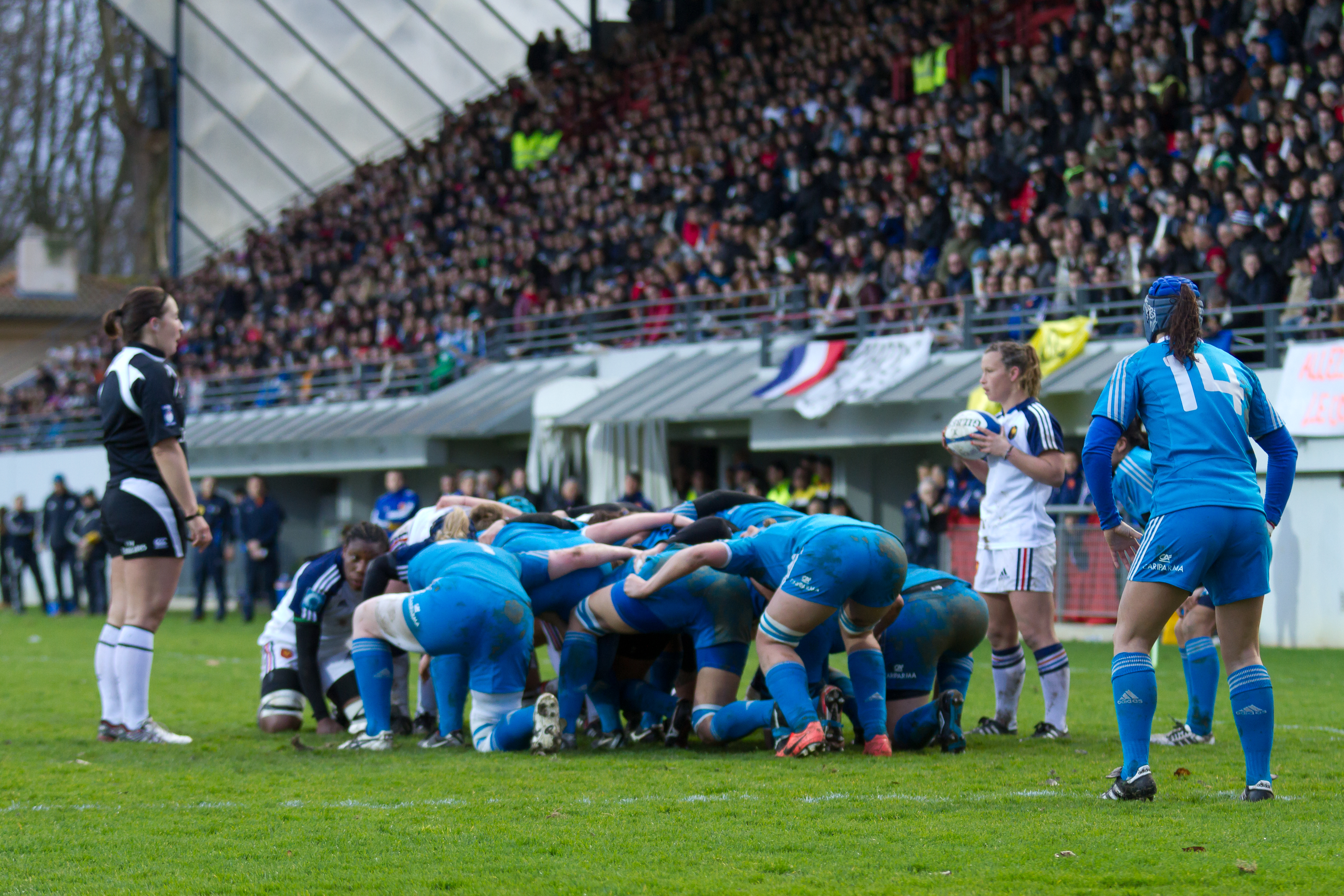
L’ femminile contro la a Blagnac nel corso del Sei Nazioni 2014

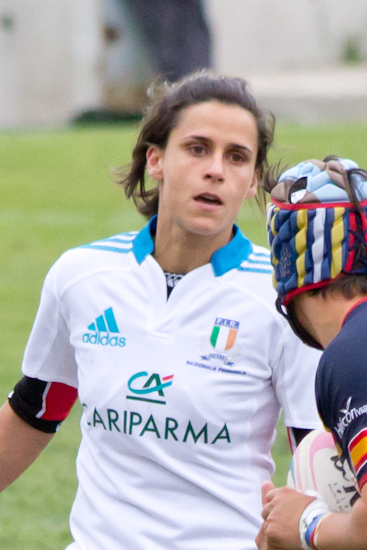
Sara Barattin, italiana con più presenze internazionali

La Nazionale femminile disputò il suo primo incontro il 22 giugno 1985 a Riccione, un pareggio 0-0 contro la Francia.
Con il riconoscimento da parte della FIR nel 1991 iniziò l’attività ufficiale, anche se in seguito furono legittimate le presenze antecedenti tale data.
Fin dal 1988 le azzurre del rugby partecipano al campionato europeo femminile, la prima edizione del quale non è tuttavia riconosciuta ufficiale da Rugby Europe.
L’Italia ospitò il primo torneo europeo ufficiale nel 1995; fino al 2014 ha vinto tre edizioni, soltanto una delle quali, tuttavia, quella del 2005, valida per l’assegnazione del titolo di campione continentale, ottenuta ad Amburgo in finale sui Paesi Bassi battuti 22-3.
L'Italia femminile prese parte alla sua prima Coppa del Mondo nel 1991, anno in cui fu inaugurata la competizione, ancorché ritenuta all'epoca non ufficiale per l'International Rugby Board; dal 1998, anno in cui essa entrò sotto la giurisdizione del massimo organismo mondiale, l'Italia si è qualificata in tre occasioni: oltre a quella citata, la seguente del 2002 e più recentemente quella del 2017.
Il suo miglior risultato di sempre è il nono posto nell'edizione del 2017.
Dal 2007 l'Italia fa anche parte del Sei Nazioni femminile, per la precisione da quando tale competizione fu presa in carico dal comitato che organizza il preesistente torneo maschile.
Dall'ammissione nel torneo a tutto il 2019 l'Italia ha vinto 19 incontri su 65, chiudendo con il whitewash solo in tre occasioni, nell'edizione d'esordio, nel 2009 e nel 2017; il migliore risultato è proprio quello del Sei Nazioni 2019, chiuso al secondo posto assoluto con tre vittorie su Scozia, Irlanda e Francia, un pareggio contro il Galles e una sconfitta contro l'Inghilterra.
La giocatrice che al 2021 detiene il primato di presenze internazionali per l'Italia è la trevigiana Sara Barattin (1986-), 101 incontri dall'esordio nel 2005.

## Praticanti, copertura mediatica, cultura di massa
In Italia, la passione per il rugby è diffusa principalmente nel nordest, le regioni con maggior numero di tesserati sono il Veneto, la Lombardia, l'Emilia Romagna, la Toscana e il Lazio. La passione per il rugby è molto bassa nel resto del Paese, e addirittura quasi inesistente in alcune zone del Paese come il Mezzogiorno.
Fino al 2000, anno di ingresso dell'Italia nel Sei Nazioni, il rugby italiano contava circa 30000 praticanti, cifra più che raddoppiata nel quindicennio successivo benché tale dato sia messo in questione: se infatti il CONI dichiarava, nel suo Rapporto 2014, 76875 tesserati alla Federazione Italiana Rugby al 2013, il loro numero effettivo viene giudicato non indicativo dell’effettiva partecipazione in quanto al tesseramento non coincide necessariamente la pratica.
Al 31 dicembre 2020 gli atleti iscritti alla Federazione Italiana Rugby sono 66193 con 689 club registrati; il calo rispetto al 2019 di circa 4500 praticanti e 25 club rientra nella più generale contrazione di cifre relative a tutto lo sport italiano rilevato dal CONI a causa della pandemia di COVID-19.

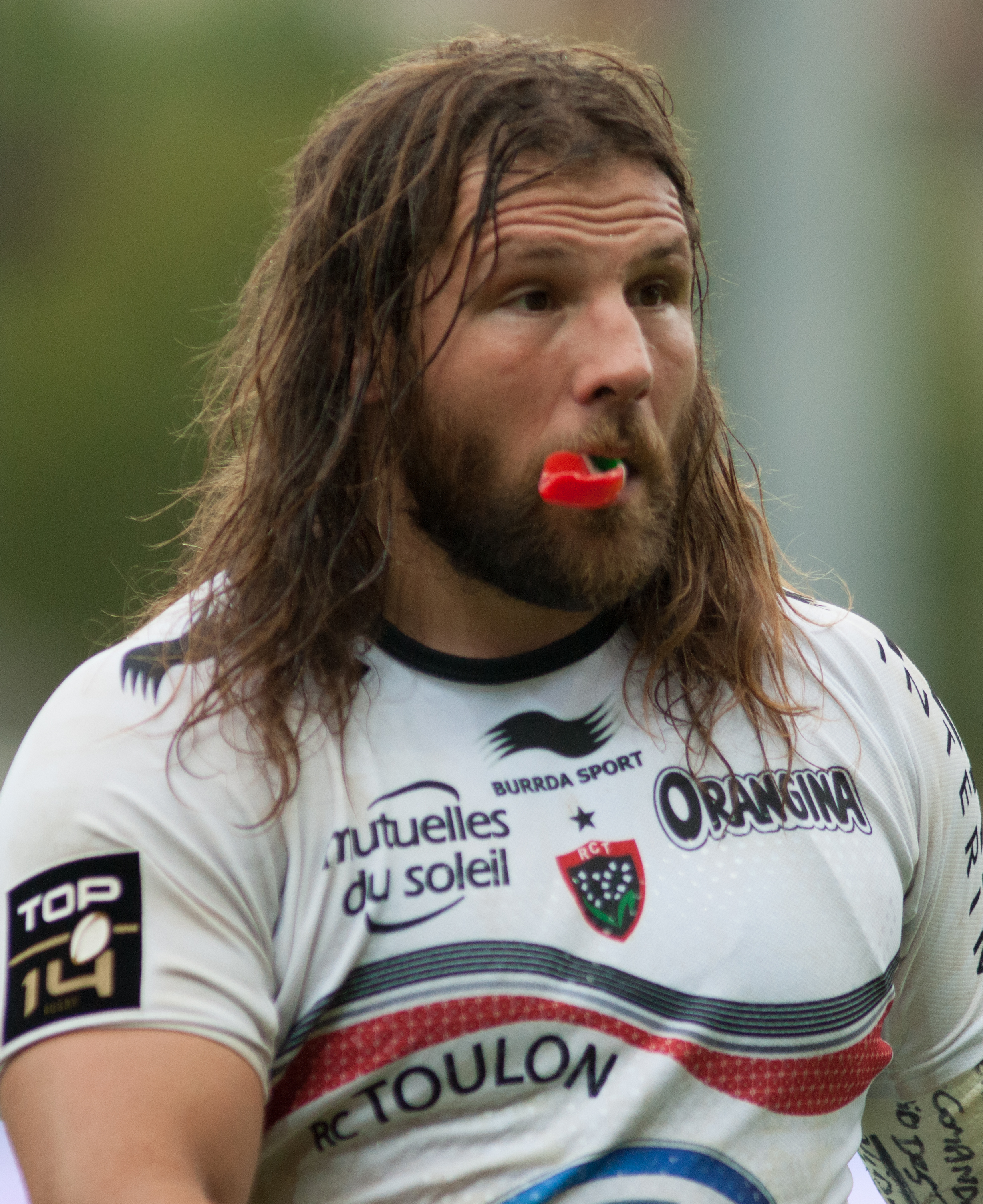
Martín Castrogiovanni, uno dei volti più noti del rugby italiano

Dal punto di vista mediatico la Nazionale, benché — complice il fatto che annualmente compete con le squadre che occupano stabilmente i primi posti del ranking internazionale World Rugby — abbia un saldo negativo tra vittorie e sconfitte, riscuote un alto livello di presenze negli stadi in cui si esibisce: allo stadio Giuseppe Meazza di Milano, il 14 novembre 2009 81 018 spettatori assistettero al test match tra Italia e Nuova Zelanda terminato 20-6 per questi ultimi; quando la FIR adottò lo Stadio Olimpico di Roma come impianto interno al posto dello Stadio Flaminio, oramai obsoleto, per la prima partita in programma contro l'Inghilterra nel Sei Nazioni 2012 furono venduti circa 73 000 biglietti anche se, a causa di un'insolita nevicata che colpì la Capitale, le presenze effettive furono tra le 58 000 e le 65 000; nella stessa edizione di torneo, la vittoria italiana sulla Scozia, a marzo 2012, vide sugli spalti la presenza di 72 354 spettatori.
Nel 2013, la vittoria per 22-15 sull'Irlanda nell'ultima giornata del Sei Nazioni avvenne di fronte a 74174 spettatori, sesta affluenza stagionale dopo tre en plein di Twickenham e due dello Stade de France.
Lo United Rugby Championship – torneo di club che vede la partecipazione di quattro franchise irlandesi, due scozzesi, quattro gallesi, due sudafricane e le due italiane Zebre di Parma e Benetton di Treviso – è trasmesso dalla stagione 2022-23 su Warner Bros. Discovery Sports e, in Italia, tramite la sua sussidiaria Eurosport in diretta streaming; gli incontri di Benetton e Zebre sono trasmessi anche da Eurosport 2.
Gli incontri della nazionale maschile sono, invece, trasmessi da Sky Sport e in chiaro da TV8, titolare dei diritti televisivi del Sei Nazioni dal 2022 al 2025.
L’audience media del primo incontro del Sei Nazioni 2014 contro il Galles fu di 730000 spettatori (4,5% di share) che assistettero all'incontro sulle frequenze di DMAX, all'epoca titolare dei diritti di trasmissione della competizione.
L'audience di tale fascia oraria costituì il quinto maggior indice di ascolto assoluto e secondo nella fascia maschile tra i 20 e i 49 anni; nella partita successiva, contro la Francia, l’ascolto medio fu di 564000 spettatori con una punta di 747000, terzo miglior ascolto nella fascia oraria a livello nazionale; per quanto riguarda il 2015, la prima partita del torneo tra Italia e Irlanda ebbe un seguito medio di 710000 spettatori (4,5% di share) e terzo ascolto nazionale nella fascia maschile tra i 20 e i 49 anni in tale orario (11,4% di share) dietro Italia 1 e Canale 5.
Gli incontri di European Rugby Champions Cup e di European Rugby Challenge Cup sono trasmessi da Sky Sport, la cui capofila britannica è titolare dei diritti di trasmissione nel Regno Unito.
Il TOP10 è invece integralmente trasmesso fino al termine della stagione 2023-24 dalla piattaforma OTT Eleven Sports (gruppo DAZN) con una partita per ogni giornata della fase a girone unico, mentre tutta la fase a play-off è trasmessa in chiaro da Rai Sport.
Anche nel settore pubblicitario i rugbisti registrano un sempre maggiore richiamo sul pubblico: il rugby è stato identificato con caratteristiche quali spirito di sacrificio, gioco di squadra e lealtà e in tal senso sfruttato a fini di informazione commerciale.
In tale ambito, spicca la pubblicità istituzionale della multiservizi Edison, che adottò nel biennio 2012-13 il pilone della Nazionale Martín Castrogiovanni quale testimonial; la campagna fu premiata nella XVII edizione del premio Mediastars del 2013.
Nel 2014 la Federazione Italiana Rugby collaborò a una campagna di utilità sociale promossa dall’Agenzia nazionale per la sicurezza delle ferrovie e realizzata da Pubblicità Progresso, che vide come set la stazione ferroviaria di Subbiano (AR) e protagonisti sei giocatori internazionali (Mauro Bergamasco, Lorenzo Cittadini, Alberto De Marchi, Luke McLean, Leonardo Sarto e Quintin Geldenhuys).
Ancora Castrogiovanni è testimonial della Peugeot, la cui linea di veicoli commerciali è sponsor tecnico della Nazionale italiana dal 2013; anche in tale campagna pubblicitaria il rugby viene assunto a metafora del duro impegno come viatico per raggiungere gli obiettivi che ci si pone.
Il citato Mauro Bergamasco (e più recentemente suo fratello Mirco) fu altresì a lungo testimonial di Cariparma, banca italiana del gruppo francese Crédit Agricole.